# Stokman-gázmező

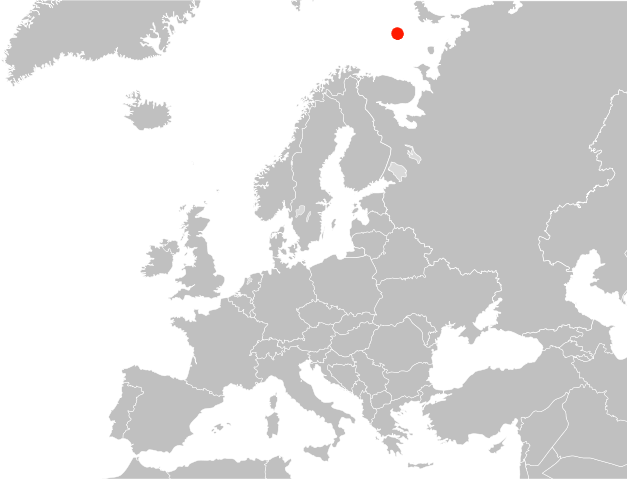
A Stokman-mező elhelyezkedése (piros ponttal jelölve)

A Stokman-gázmező (oroszul Штокмановское месторождение) a világ egyik legnagyobb földgázlelőhelye, mely a Barents-tenger Oroszországhoz tartozó részén, a Kola-félszigettől 600 km-re északra helyezkedik el. 
A becslések szerint 3800 milliárd m³ földgázt és 37 millió tonna gázkondenzátumot tartalmaz. A mezőt 1988-ban fedezték fel, de a zord sarkvidéki körülmények és a nagy vízmélység jelentette nehézségek miatt kitermelése máig nem kezdődött el. A tenger mélysége a gázmező térségében 320–340 m között változik. A gázmezőt Vlagyimir Stokmanról nevezték el, mert a mezőt a Professzor Stokman kutatóhajó fedezte fel.
A kitermelést a Gazprom tervei szerint 2013-2015 környékén kezdenék el. Szakértők azonban úgy vélik, hogy a technológia és a tengeri kitermelésben szerzett tapasztalatok hiánya miatt a Gazprom 2035 előtt nem tudja megkezdeni a kitermelést.
A Stokman-mezőn a kutatásra és kitermelésre jelenleg a Gazprom 100%-os tulajdonában lévő Szevmornyeftyegaz vállalat rendelkezik engedéllyel. A technológiai kihívások miatt a Gazprom azonban külföldi cégek részvételét is tervezi. A Gazprom és a francia Total 2007. július 13-án írt alá egy keretegyezményt egy közös projekt-cég, a Shtokman Development Company létrehozásáról.